# Famille Bernoulli
La famille Bernoulli est une famille patricienne bâloise qui s'est illustrée dans les mathématiques et la physique.

## Historique
La famille est issue de Nicolas Bernoulli (1623–1708), descendant d'une famille ayant émigré d'Anvers à Bâle à la fin du XVIe siècle
Les représentants les plus connus de la famille Bernoulli de daig, toujours existante actuellement, sont : 
- Jacques (1654–1705) et Jean (1667–1748), tous deux fils de Nicolas (1623–1708),
- Daniel (1700–1782), petit-fils de Nicolas et fils de Jean I.

Le nom de famille est parfois orthographié, par erreur semble-t-il, Bernouilli : on trouve par exemple des entrées isolées à ce nom dans les catalogues de la Bibliothèque nationale de France.
L’un de leurs descendants, Hans Bernoulli (1876–1959), est architecte.

## Armoiries
Armoiries : 

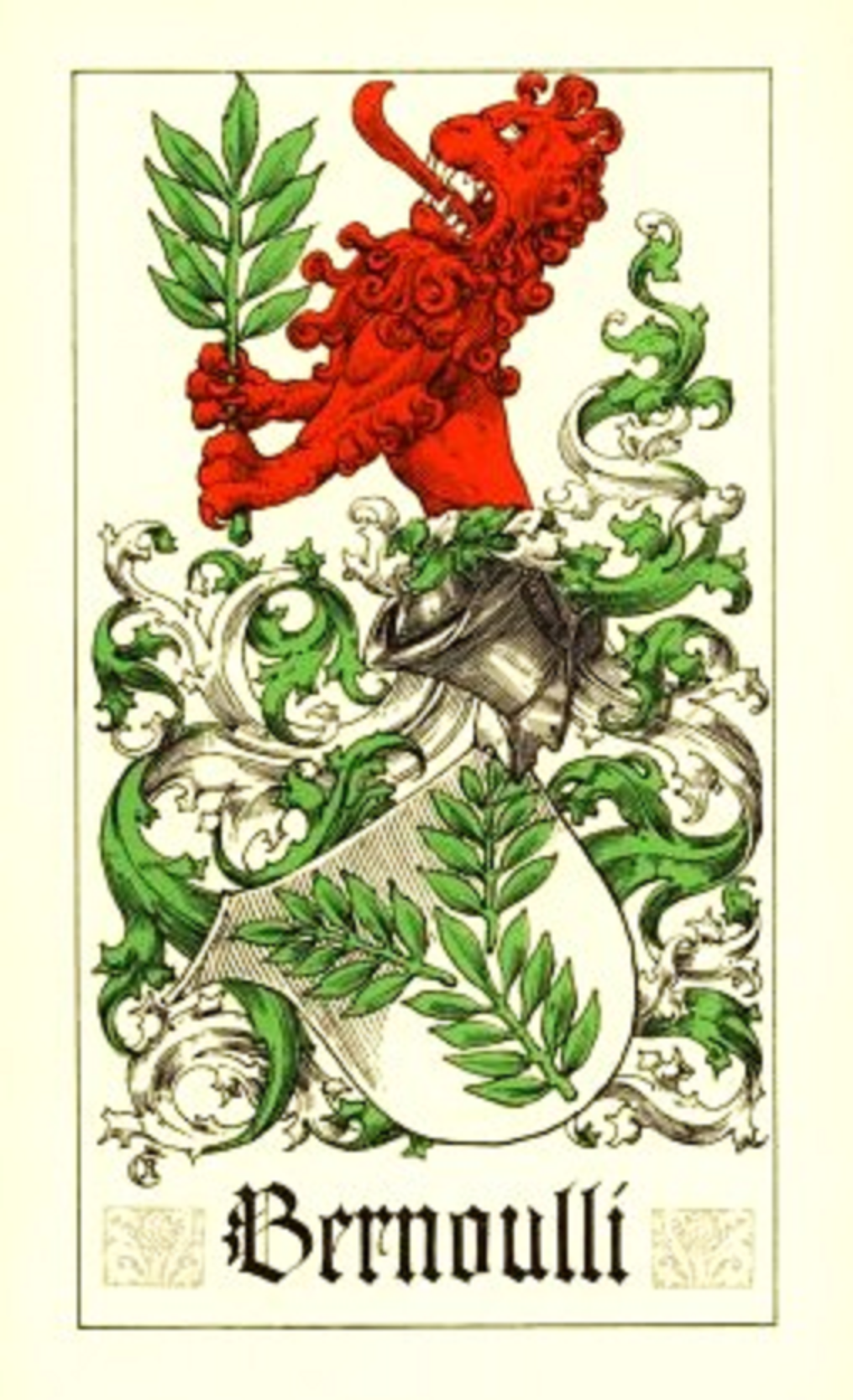
Armoiries de la famille.

« D'argent à trois branches feuillées de sinople, 2 et 1, celles en chef posées en bande et en barre, celle en pointe posée en pal. Cimier : un lion issant tenant en pal une branche feuillée de sinople. Lambrequins d'argent et de sinople »

— d'après Rietstap

## Filiation

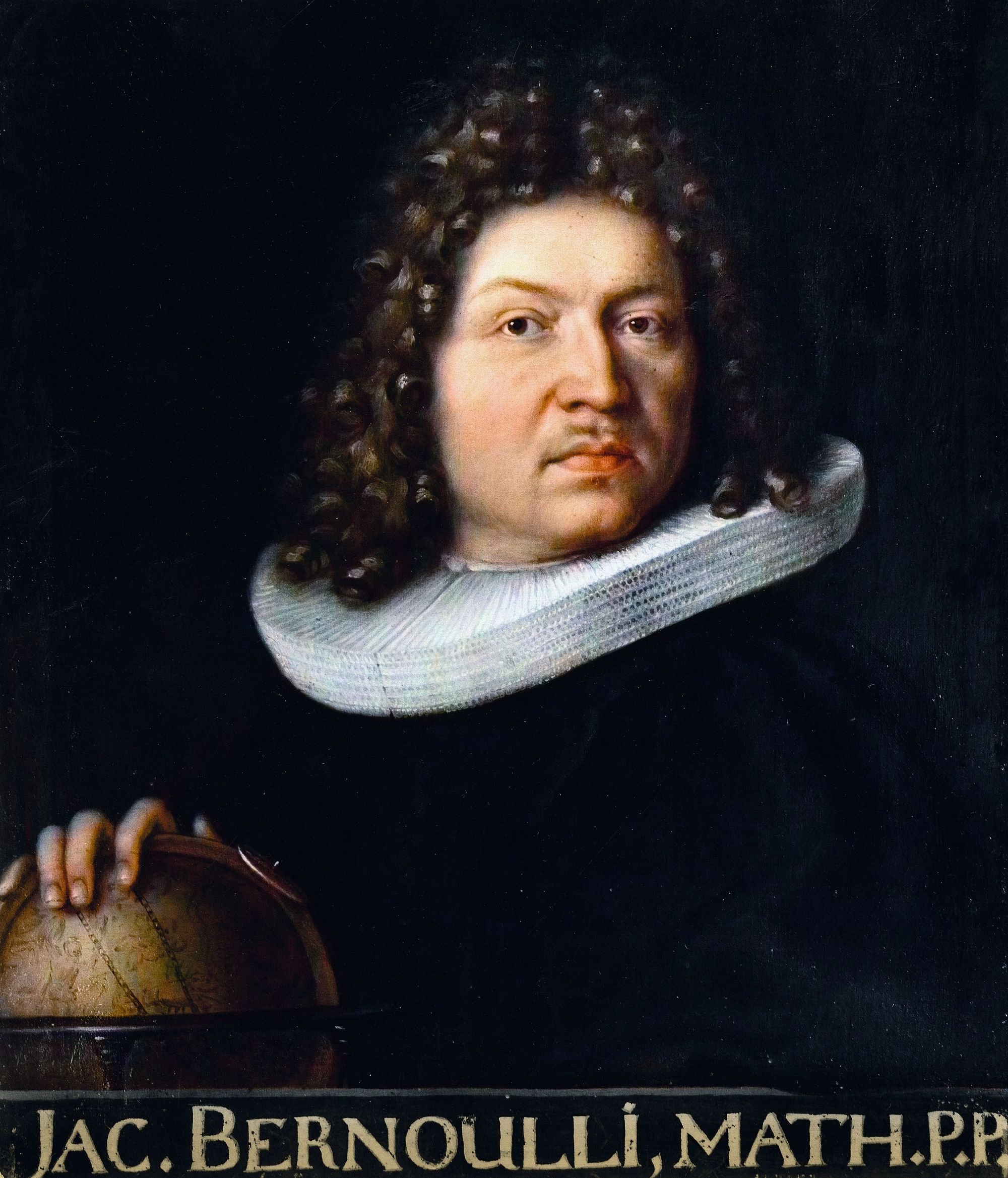
Jacques Bernoulli (1654 – 1705).

|                                |                                |                                |                                |                                               |                                               |                                               |                                               |                                               |                                               |                                           |                                           |                                                |                                                |                                                |                                                |                                                |                                                |                                |                                |                                          |                                          |                                          |                                          |                                          |                                          |                                          |                                          | Nicolas Bernoulli (1623-1708)            | Nicolas Bernoulli (1623-1708)            | Nicolas Bernoulli (1623-1708) | Nicolas Bernoulli (1623-1708) | Nicolas Bernoulli (1623-1708)                  | Nicolas Bernoulli (1623-1708)                  |                                                |                                                | Margaretha Schoenauer                          | Margaretha Schoenauer                          | Margaretha Schoenauer           | Margaretha Schoenauer           | Margaretha Schoenauer           | Margaretha Schoenauer           |                                |                                |                                                 |                                                 |                                                 |                                                 |                                                 |                                                 |                                       |                                       |                                       |                                       |                                    |                                    |                                    |                                    |                              |                              |                                              |                                              |                                              |                                              |                                              |                                              |                                              |                                              |                                              |                                              |                                  |                                  |                                  |                                  |                                |                                |                                    |                                    |                                    |                                    |                                    |                                    |                      |                      |                        |                        |                        |                        |                        |                        |  |  |
|                                |                                |                                |                                |                                               |                                               |                                               |                                               |                                               |                                               |                                           |                                           |                                                |                                                |                                                |                                                |                                                |                                                |                                |                                |                                          |                                          |                                          |                                          |                                          |                                          |                                          |                                          | Nicolas Bernoulli (1623-1708)            | Nicolas Bernoulli (1623-1708)            | Nicolas Bernoulli (1623-1708) | Nicolas Bernoulli (1623-1708) | Nicolas Bernoulli (1623-1708)                  | Nicolas Bernoulli (1623-1708)                  |                                                |                                                | Margaretha Schoenauer                          | Margaretha Schoenauer                          | Margaretha Schoenauer           | Margaretha Schoenauer           | Margaretha Schoenauer           | Margaretha Schoenauer           |                                |                                |                                                 |                                                 |                                                 |                                                 |                                                 |                                                 |                                       |                                       |                                       |                                       |                                    |                                    |                                    |                                    |                              |                              |                                              |                                              |                                              |                                              |                                              |                                              |                                              |                                              |                                              |                                              |                                  |                                  |                                  |                                  |                                |                                |                                    |                                    |                                    |                                    |                                    |                                    |                      |                      |                        |                        |                        |                        |                        |                        |  |  |
|                                |                                |                                |                                |                                               |                                               |                                               |                                               |                                               |                                               |                                           |                                           |                                                |                                                |                                                |                                                |                                                |                                                |                                |                                |                                          |                                          |                                          |                                          |                                          |                                          |                                          |                                          |                                          |                                          |                               |                               |                                                |                                                |                                                |                                                |                                                |                                                |                                 |                                 |                                 |                                 |                                |                                |                                                 |                                                 |                                                 |                                                 |                                                 |                                                 |                                       |                                       |                                       |                                       |                                    |                                    |                                    |                                    |                              |                              |                                              |                                              |                                              |                                              |                                              |                                              |                                              |                                              |                                              |                                              |                                  |                                  |                                  |                                  |                                |                                |                                    |                                    |                                    |                                    |                                    |                                    |                      |                      |                        |                        |                        |                        |                        |                        |  |  |
|                                |                                |                                |                                |                                               |                                               |                                               |                                               |                                               |                                               |                                           |                                           |                                                |                                                |                                                |                                                |                                                |                                                |                                |                                |                                          |                                          |                                          |                                          |                                          |                                          |                                          |                                          |                                          |                                          |                               |                               |                                                |                                                |                                                |                                                |                                                |                                                |                                 |                                 |                                 |                                 |                                |                                |                                                 |                                                 |                                                 |                                                 |                                                 |                                                 |                                       |                                       |                                       |                                       |                                    |                                    |                                    |                                    |                              |                              |                                              |                                              |                                              |                                              |                                              |                                              |                                              |                                              |                                              |                                              |                                  |                                  |                                  |                                  |                                |                                |                                    |                                    |                                    |                                    |                                    |                                    |                      |                      |                        |                        |                        |                        |                        |                        |  |  |
| Nicolas Bernoulli (1662-1716)  | Nicolas Bernoulli (1662-1716)  | Nicolas Bernoulli (1662-1716)  | Nicolas Bernoulli (1662-1716)  | Nicolas Bernoulli (1662-1716)                 | Nicolas Bernoulli (1662-1716)                 |                                               |                                               | Ursula Stahelin                               | Ursula Stahelin                               | Ursula Stahelin                           | Ursula Stahelin                           | Ursula Stahelin                                | Ursula Stahelin                                |                                                |                                                | Jacques Bernoulli (1654-1705)                  | Jacques Bernoulli (1654-1705)                  | Jacques Bernoulli (1654-1705)  | Jacques Bernoulli (1654-1705)  | Jacques Bernoulli (1654-1705)            | Jacques Bernoulli (1654-1705)            |                                          |                                          | Judith Stupanus                          | Judith Stupanus                          | Judith Stupanus                          | Judith Stupanus                          | Judith Stupanus                          | Judith Stupanus                          |                               |                               | Jean Bernoulli (1667-1748) alias Jean I        | Jean Bernoulli (1667-1748) alias Jean I        | Jean Bernoulli (1667-1748) alias Jean I        | Jean Bernoulli (1667-1748) alias Jean I        | Jean Bernoulli (1667-1748) alias Jean I        | Jean Bernoulli (1667-1748) alias Jean I        |                                 |                                 | Dorothée Falkner                | Dorothée Falkner                | Dorothée Falkner               | Dorothée Falkner               | Dorothée Falkner                                | Dorothée Falkner                                |                                                 |                                                 |                                                 |                                                 |                                       |                                       |                                       |                                       |                                    |                                    |                                    |                                    |                              |                              |                                              |                                              |                                              |                                              | Geronimo Bernoulli (1669-1760)               | Geronimo Bernoulli (1669-1760)               | Geronimo Bernoulli (1669-1760)               | Geronimo Bernoulli (1669-1760)               | Geronimo Bernoulli (1669-1760)               | Geronimo Bernoulli (1669-1760)               |                                  |                                  | Catherine Ebneter                | Catherine Ebneter                | Catherine Ebneter              | Catherine Ebneter              | Catherine Ebneter                  | Catherine Ebneter                  |                                    |                                    |                                    |                                    |                      |                      |                        |                        |                        |                        |                        |                        |  |  |
| Nicolas Bernoulli (1662-1716)  | Nicolas Bernoulli (1662-1716)  | Nicolas Bernoulli (1662-1716)  | Nicolas Bernoulli (1662-1716)  | Nicolas Bernoulli (1662-1716)                 | Nicolas Bernoulli (1662-1716)                 |                                               |                                               | Ursula Stahelin                               | Ursula Stahelin                               | Ursula Stahelin                           | Ursula Stahelin                           | Ursula Stahelin                                | Ursula Stahelin                                |                                                |                                                | Jacques Bernoulli (1654-1705)                  | Jacques Bernoulli (1654-1705)                  | Jacques Bernoulli (1654-1705)  | Jacques Bernoulli (1654-1705)  | Jacques Bernoulli (1654-1705)            | Jacques Bernoulli (1654-1705)            |                                          |                                          | Judith Stupanus                          | Judith Stupanus                          | Judith Stupanus                          | Judith Stupanus                          | Judith Stupanus                          | Judith Stupanus                          |                               |                               | Jean Bernoulli (1667-1748) alias Jean I        | Jean Bernoulli (1667-1748) alias Jean I        | Jean Bernoulli (1667-1748) alias Jean I        | Jean Bernoulli (1667-1748) alias Jean I        | Jean Bernoulli (1667-1748) alias Jean I        | Jean Bernoulli (1667-1748) alias Jean I        |                                 |                                 | Dorothée Falkner                | Dorothée Falkner                | Dorothée Falkner               | Dorothée Falkner               | Dorothée Falkner                                | Dorothée Falkner                                |                                                 |                                                 |                                                 |                                                 |                                       |                                       |                                       |                                       |                                    |                                    |                                    |                                    |                              |                              |                                              |                                              |                                              |                                              | Geronimo Bernoulli (1669-1760)               | Geronimo Bernoulli (1669-1760)               | Geronimo Bernoulli (1669-1760)               | Geronimo Bernoulli (1669-1760)               | Geronimo Bernoulli (1669-1760)               | Geronimo Bernoulli (1669-1760)               |                                  |                                  | Catherine Ebneter                | Catherine Ebneter                | Catherine Ebneter              | Catherine Ebneter              | Catherine Ebneter                  | Catherine Ebneter                  |                                    |                                    |                                    |                                    |                      |                      |                        |                        |                        |                        |                        |                        |  |  |
|                                |                                |                                |                                |                                               |                                               |                                               |                                               |                                               |                                               |                                           |                                           |                                                |                                                |                                                |                                                |                                                |                                                |                                |                                |                                          |                                          |                                          |                                          |                                          |                                          |                                          |                                          |                                          |                                          |                               |                               |                                                |                                                |                                                |                                                |                                                |                                                |                                 |                                 |                                 |                                 |                                |                                |                                                 |                                                 |                                                 |                                                 |                                                 |                                                 |                                       |                                       |                                       |                                       |                                    |                                    |                                    |                                    |                              |                              |                                              |                                              |                                              |                                              |                                              |                                              |                                              |                                              |                                              |                                              |                                  |                                  |                                  |                                  |                                |                                |                                    |                                    |                                    |                                    |                                    |                                    |                      |                      |                        |                        |                        |                        |                        |                        |  |  |
|                                |                                |                                |                                |                                               |                                               |                                               |                                               |                                               |                                               |                                           |                                           |                                                |                                                |                                                |                                                |                                                |                                                |                                |                                |                                          |                                          |                                          |                                          |                                          |                                          |                                          |                                          |                                          |                                          |                               |                               |                                                |                                                |                                                |                                                |                                                |                                                |                                 |                                 |                                 |                                 |                                |                                |                                                 |                                                 |                                                 |                                                 |                                                 |                                                 |                                       |                                       |                                       |                                       |                                    |                                    |                                    |                                    |                              |                              |                                              |                                              |                                              |                                              |                                              |                                              |                                              |                                              |                                              |                                              |                                  |                                  |                                  |                                  |                                |                                |                                    |                                    |                                    |                                    |                                    |                                    |                      |                      |                        |                        |                        |                        |                        |                        |  |  |
|                                |                                |                                |                                | Nicolas Bernoulli (1687-1759) alias Nicolas I | Nicolas Bernoulli (1687-1759) alias Nicolas I | Nicolas Bernoulli (1687-1759) alias Nicolas I | Nicolas Bernoulli (1687-1759) alias Nicolas I | Nicolas Bernoulli (1687-1759) alias Nicolas I | Nicolas Bernoulli (1687-1759) alias Nicolas I |                                           |                                           | Nicolas Bernoulli (1695-1726) alias Nicolas II | Nicolas Bernoulli (1695-1726) alias Nicolas II | Nicolas Bernoulli (1695-1726) alias Nicolas II | Nicolas Bernoulli (1695-1726) alias Nicolas II | Nicolas Bernoulli (1695-1726) alias Nicolas II | Nicolas Bernoulli (1695-1726) alias Nicolas II |                                |                                | Jean Bernoulli (1710-1790) alias Jean II | Jean Bernoulli (1710-1790) alias Jean II | Jean Bernoulli (1710-1790) alias Jean II | Jean Bernoulli (1710-1790) alias Jean II | Jean Bernoulli (1710-1790) alias Jean II | Jean Bernoulli (1710-1790) alias Jean II |                                          |                                          | Suzanne Koenig (1715-1803)               | Suzanne Koenig (1715-1803)               | Suzanne Koenig (1715-1803)    | Suzanne Koenig (1715-1803)    | Suzanne Koenig (1715-1803)                     | Suzanne Koenig (1715-1803)                     |                                                |                                                | Jean Dollfus (mariage en 1720)                 | Jean Dollfus (mariage en 1720)                 | Jean Dollfus (mariage en 1720)  | Jean Dollfus (mariage en 1720)  | Jean Dollfus (mariage en 1720)  | Jean Dollfus (mariage en 1720)  |                                |                                | Anne Bernoulli (1698-1784) alias Anne Catherine | Anne Bernoulli (1698-1784) alias Anne Catherine | Anne Bernoulli (1698-1784) alias Anne Catherine | Anne Bernoulli (1698-1784) alias Anne Catherine | Anne Bernoulli (1698-1784) alias Anne Catherine | Anne Bernoulli (1698-1784) alias Anne Catherine |                                       |                                       | Pierre Hammer (mariage après 1736)    | Pierre Hammer (mariage après 1736)    | Pierre Hammer (mariage après 1736) | Pierre Hammer (mariage après 1736) | Pierre Hammer (mariage après 1736) | Pierre Hammer (mariage après 1736) |                              |                              | Daniel Bernoulli (1700-1782)) alias Daniel I | Daniel Bernoulli (1700-1782)) alias Daniel I | Daniel Bernoulli (1700-1782)) alias Daniel I | Daniel Bernoulli (1700-1782)) alias Daniel I | Daniel Bernoulli (1700-1782)) alias Daniel I | Daniel Bernoulli (1700-1782)) alias Daniel I |                                              |                                              | Franz Bernoulli (1705-1777)                  | Franz Bernoulli (1705-1777)                  | Franz Bernoulli (1705-1777)      | Franz Bernoulli (1705-1777)      | Franz Bernoulli (1705-1777)      | Franz Bernoulli (1705-1777)      |                                |                                | Catherine Linder (1713-1768)       | Catherine Linder (1713-1768)       | Catherine Linder (1713-1768)       | Catherine Linder (1713-1768)       | Catherine Linder (1713-1768)       | Catherine Linder (1713-1768)       |                      |                      |                        |                        |                        |                        |                        |                        |  |  |
|                                |                                |                                |                                | Nicolas Bernoulli (1687-1759) alias Nicolas I | Nicolas Bernoulli (1687-1759) alias Nicolas I | Nicolas Bernoulli (1687-1759) alias Nicolas I | Nicolas Bernoulli (1687-1759) alias Nicolas I | Nicolas Bernoulli (1687-1759) alias Nicolas I | Nicolas Bernoulli (1687-1759) alias Nicolas I |                                           |                                           | Nicolas Bernoulli (1695-1726) alias Nicolas II | Nicolas Bernoulli (1695-1726) alias Nicolas II | Nicolas Bernoulli (1695-1726) alias Nicolas II | Nicolas Bernoulli (1695-1726) alias Nicolas II | Nicolas Bernoulli (1695-1726) alias Nicolas II | Nicolas Bernoulli (1695-1726) alias Nicolas II |                                |                                | Jean Bernoulli (1710-1790) alias Jean II | Jean Bernoulli (1710-1790) alias Jean II | Jean Bernoulli (1710-1790) alias Jean II | Jean Bernoulli (1710-1790) alias Jean II | Jean Bernoulli (1710-1790) alias Jean II | Jean Bernoulli (1710-1790) alias Jean II |                                          |                                          | Suzanne Koenig (1715-1803)               | Suzanne Koenig (1715-1803)               | Suzanne Koenig (1715-1803)    | Suzanne Koenig (1715-1803)    | Suzanne Koenig (1715-1803)                     | Suzanne Koenig (1715-1803)                     |                                                |                                                | Jean Dollfus (mariage en 1720)                 | Jean Dollfus (mariage en 1720)                 | Jean Dollfus (mariage en 1720)  | Jean Dollfus (mariage en 1720)  | Jean Dollfus (mariage en 1720)  | Jean Dollfus (mariage en 1720)  |                                |                                | Anne Bernoulli (1698-1784) alias Anne Catherine | Anne Bernoulli (1698-1784) alias Anne Catherine | Anne Bernoulli (1698-1784) alias Anne Catherine | Anne Bernoulli (1698-1784) alias Anne Catherine | Anne Bernoulli (1698-1784) alias Anne Catherine | Anne Bernoulli (1698-1784) alias Anne Catherine |                                       |                                       | Pierre Hammer (mariage après 1736)    | Pierre Hammer (mariage après 1736)    | Pierre Hammer (mariage après 1736) | Pierre Hammer (mariage après 1736) | Pierre Hammer (mariage après 1736) | Pierre Hammer (mariage après 1736) |                              |                              | Daniel Bernoulli (1700-1782)) alias Daniel I | Daniel Bernoulli (1700-1782)) alias Daniel I | Daniel Bernoulli (1700-1782)) alias Daniel I | Daniel Bernoulli (1700-1782)) alias Daniel I | Daniel Bernoulli (1700-1782)) alias Daniel I | Daniel Bernoulli (1700-1782)) alias Daniel I |                                              |                                              | Franz Bernoulli (1705-1777)                  | Franz Bernoulli (1705-1777)                  | Franz Bernoulli (1705-1777)      | Franz Bernoulli (1705-1777)      | Franz Bernoulli (1705-1777)      | Franz Bernoulli (1705-1777)      |                                |                                | Catherine Linder (1713-1768)       | Catherine Linder (1713-1768)       | Catherine Linder (1713-1768)       | Catherine Linder (1713-1768)       | Catherine Linder (1713-1768)       | Catherine Linder (1713-1768)       |                      |                      |                        |                        |                        |                        |                        |                        |  |  |
|                                |                                |                                |                                |                                               |                                               |                                               |                                               |                                               |                                               |                                           |                                           |                                                |                                                |                                                |                                                |                                                |                                                |                                |                                |                                          |                                          |                                          |                                          |                                          |                                          |                                          |                                          |                                          |                                          |                               |                               |                                                |                                                |                                                |                                                |                                                |                                                |                                 |                                 |                                 |                                 |                                |                                |                                                 |                                                 |                                                 |                                                 |                                                 |                                                 |                                       |                                       |                                       |                                       |                                    |                                    |                                    |                                    |                              |                              |                                              |                                              |                                              |                                              |                                              |                                              |                                              |                                              |                                              |                                              |                                  |                                  |                                  |                                  |                                |                                |                                    |                                    |                                    |                                    |                                    |                                    |                      |                      |                        |                        |                        |                        |                        |                        |  |  |
|                                |                                |                                |                                |                                               |                                               |                                               |                                               |                                               |                                               |                                           |                                           |                                                |                                                |                                                |                                                |                                                |                                                |                                |                                |                                          |                                          |                                          |                                          |                                          |                                          |                                          |                                          |                                          |                                          |                               |                               |                                                |                                                |                                                |                                                |                                                |                                                |                                 |                                 |                                 |                                 |                                |                                |                                                 |                                                 |                                                 |                                                 |                                                 |                                                 |                                       |                                       |                                       |                                       |                                    |                                    |                                    |                                    |                              |                              |                                              |                                              |                                              |                                              |                                              |                                              |                                              |                                              |                                              |                                              |                                  |                                  |                                  |                                  |                                |                                |                                    |                                    |                                    |                                    |                                    |                                    |                      |                      |                        |                        |                        |                        |                        |                        |  |  |
| Véronique Beck                 | Véronique Beck                 | Véronique Beck                 | Véronique Beck                 | Véronique Beck                                | Véronique Beck                                |                                               |                                               | Jean Bernoulli (1744-1807) alias Jean III     | Jean Bernoulli (1744-1807) alias Jean III     | Jean Bernoulli (1744-1807) alias Jean III | Jean Bernoulli (1744-1807) alias Jean III | Jean Bernoulli (1744-1807) alias Jean III      | Jean Bernoulli (1744-1807) alias Jean III      |                                                |                                                | Emmanuel Bernoulli (1749-1817)                 | Emmanuel Bernoulli (1749-1817)                 | Emmanuel Bernoulli (1749-1817) | Emmanuel Bernoulli (1749-1817) | Emmanuel Bernoulli (1749-1817)           | Emmanuel Bernoulli (1749-1817)           |                                          |                                          | Suzanne Catherine Geymueller (1754-1811) | Suzanne Catherine Geymueller (1754-1811) | Suzanne Catherine Geymueller (1754-1811) | Suzanne Catherine Geymueller (1754-1811) | Suzanne Catherine Geymueller (1754-1811) | Suzanne Catherine Geymueller (1754-1811) |                               |                               | Jacques Bernoulli (1759-1789) alias Jacques II | Jacques Bernoulli (1759-1789) alias Jacques II | Jacques Bernoulli (1759-1789) alias Jacques II | Jacques Bernoulli (1759-1789) alias Jacques II | Jacques Bernoulli (1759-1789) alias Jacques II | Jacques Bernoulli (1759-1789) alias Jacques II |                                 |                                 | Nicolas Bernoulli (1754-1841)   | Nicolas Bernoulli (1754-1841)   | Nicolas Bernoulli (1754-1841)  | Nicolas Bernoulli (1754-1841)  | Nicolas Bernoulli (1754-1841)                   | Nicolas Bernoulli (1754-1841)                   |                                                 |                                                 | Anna Catherine Burckhardt (1758-1827)           | Anna Catherine Burckhardt (1758-1827)           | Anna Catherine Burckhardt (1758-1827) | Anna Catherine Burckhardt (1758-1827) | Anna Catherine Burckhardt (1758-1827) | Anna Catherine Burckhardt (1758-1827) |                                    |                                    | Maria Burckhardt (1754-1828)       | Maria Burckhardt (1754-1828)       | Maria Burckhardt (1754-1828) | Maria Burckhardt (1754-1828) | Maria Burckhardt (1754-1828)                 | Maria Burckhardt (1754-1828)                 |                                              |                                              | Daniel Bernoulli (1751-1834) alias Daniel II | Daniel Bernoulli (1751-1834) alias Daniel II | Daniel Bernoulli (1751-1834) alias Daniel II | Daniel Bernoulli (1751-1834) alias Daniel II | Daniel Bernoulli (1751-1834) alias Daniel II | Daniel Bernoulli (1751-1834) alias Daniel II |                                  |                                  | Geronimo Bernoulli (1735-1786)   | Geronimo Bernoulli (1735-1786)   | Geronimo Bernoulli (1735-1786) | Geronimo Bernoulli (1735-1786) | Geronimo Bernoulli (1735-1786)     | Geronimo Bernoulli (1735-1786)     |                                    |                                    | Anna Catherine Huber               | Anna Catherine Huber               | Anna Catherine Huber | Anna Catherine Huber | Anna Catherine Huber   | Anna Catherine Huber   |                        |                        |                        |                        |  |  |
| Véronique Beck                 | Véronique Beck                 | Véronique Beck                 | Véronique Beck                 | Véronique Beck                                | Véronique Beck                                |                                               |                                               | Jean Bernoulli (1744-1807) alias Jean III     | Jean Bernoulli (1744-1807) alias Jean III     | Jean Bernoulli (1744-1807) alias Jean III | Jean Bernoulli (1744-1807) alias Jean III | Jean Bernoulli (1744-1807) alias Jean III      | Jean Bernoulli (1744-1807) alias Jean III      |                                                |                                                | Emmanuel Bernoulli (1749-1817)                 | Emmanuel Bernoulli (1749-1817)                 | Emmanuel Bernoulli (1749-1817) | Emmanuel Bernoulli (1749-1817) | Emmanuel Bernoulli (1749-1817)           | Emmanuel Bernoulli (1749-1817)           |                                          |                                          | Suzanne Catherine Geymueller (1754-1811) | Suzanne Catherine Geymueller (1754-1811) | Suzanne Catherine Geymueller (1754-1811) | Suzanne Catherine Geymueller (1754-1811) | Suzanne Catherine Geymueller (1754-1811) | Suzanne Catherine Geymueller (1754-1811) |                               |                               | Jacques Bernoulli (1759-1789) alias Jacques II | Jacques Bernoulli (1759-1789) alias Jacques II | Jacques Bernoulli (1759-1789) alias Jacques II | Jacques Bernoulli (1759-1789) alias Jacques II | Jacques Bernoulli (1759-1789) alias Jacques II | Jacques Bernoulli (1759-1789) alias Jacques II |                                 |                                 | Nicolas Bernoulli (1754-1841)   | Nicolas Bernoulli (1754-1841)   | Nicolas Bernoulli (1754-1841)  | Nicolas Bernoulli (1754-1841)  | Nicolas Bernoulli (1754-1841)                   | Nicolas Bernoulli (1754-1841)                   |                                                 |                                                 | Anna Catherine Burckhardt (1758-1827)           | Anna Catherine Burckhardt (1758-1827)           | Anna Catherine Burckhardt (1758-1827) | Anna Catherine Burckhardt (1758-1827) | Anna Catherine Burckhardt (1758-1827) | Anna Catherine Burckhardt (1758-1827) |                                    |                                    | Maria Burckhardt (1754-1828)       | Maria Burckhardt (1754-1828)       | Maria Burckhardt (1754-1828) | Maria Burckhardt (1754-1828) | Maria Burckhardt (1754-1828)                 | Maria Burckhardt (1754-1828)                 |                                              |                                              | Daniel Bernoulli (1751-1834) alias Daniel II | Daniel Bernoulli (1751-1834) alias Daniel II | Daniel Bernoulli (1751-1834) alias Daniel II | Daniel Bernoulli (1751-1834) alias Daniel II | Daniel Bernoulli (1751-1834) alias Daniel II | Daniel Bernoulli (1751-1834) alias Daniel II |                                  |                                  | Geronimo Bernoulli (1735-1786)   | Geronimo Bernoulli (1735-1786)   | Geronimo Bernoulli (1735-1786) | Geronimo Bernoulli (1735-1786) | Geronimo Bernoulli (1735-1786)     | Geronimo Bernoulli (1735-1786)     |                                    |                                    | Anna Catherine Huber               | Anna Catherine Huber               | Anna Catherine Huber | Anna Catherine Huber | Anna Catherine Huber   | Anna Catherine Huber   |                        |                        |                        |                        |  |  |
|                                |                                |                                |                                |                                               |                                               |                                               |                                               |                                               |                                               |                                           |                                           |                                                |                                                |                                                |                                                |                                                |                                                |                                |                                |                                          |                                          |                                          |                                          |                                          |                                          |                                          |                                          |                                          |                                          |                               |                               |                                                |                                                |                                                |                                                |                                                |                                                |                                 |                                 |                                 |                                 |                                |                                |                                                 |                                                 |                                                 |                                                 |                                                 |                                                 |                                       |                                       |                                       |                                       |                                    |                                    |                                    |                                    |                              |                              |                                              |                                              |                                              |                                              |                                              |                                              |                                              |                                              |                                              |                                              |                                  |                                  |                                  |                                  |                                |                                |                                    |                                    |                                    |                                    |                                    |                                    |                      |                      |                        |                        |                        |                        |                        |                        |  |  |
|                                |                                |                                |                                |                                               |                                               |                                               |                                               |                                               |                                               |                                           |                                           |                                                |                                                |                                                |                                                |                                                |                                                |                                |                                |                                          |                                          |                                          |                                          |                                          |                                          |                                          |                                          |                                          |                                          |                               |                               |                                                |                                                |                                                |                                                |                                                |                                                |                                 |                                 |                                 |                                 |                                |                                |                                                 |                                                 |                                                 |                                                 |                                                 |                                                 |                                       |                                       |                                       |                                       |                                    |                                    |                                    |                                    |                              |                              |                                              |                                              |                                              |                                              |                                              |                                              |                                              |                                              |                                              |                                              |                                  |                                  |                                  |                                  |                                |                                |                                    |                                    |                                    |                                    |                                    |                                    |                      |                      |                        |                        |                        |                        |                        |                        |  |  |
| Paul-Emmanuel Bernoulli (1776) | Paul-Emmanuel Bernoulli (1776) | Paul-Emmanuel Bernoulli (1776) | Paul-Emmanuel Bernoulli (1776) | Paul-Emmanuel Bernoulli (1776)                | Paul-Emmanuel Bernoulli (1776)                |                                               |                                               | Véronique Bernoulli (1781-1848)               | Véronique Bernoulli (1781-1848)               | Véronique Bernoulli (1781-1848)           | Véronique Bernoulli (1781-1848)           | Véronique Bernoulli (1781-1848)                | Véronique Bernoulli (1781-1848)                |                                                |                                                | Jacques Bernoulli (1779-1836)                  | Jacques Bernoulli (1779-1836)                  | Jacques Bernoulli (1779-1836)  | Jacques Bernoulli (1779-1836)  | Jacques Bernoulli (1779-1836)            | Jacques Bernoulli (1779-1836)            |                                          |                                          |                                          |                                          |                                          |                                          |                                          |                                          |                               |                               |                                                |                                                |                                                |                                                | Maria Werthemann (1802-1850)                   | Maria Werthemann (1802-1850)                   | Maria Werthemann (1802-1850)    | Maria Werthemann (1802-1850)    | Maria Werthemann (1802-1850)    | Maria Werthemann (1802-1850)    |                                |                                | Nicolas Bernoulli (1793-1876)                   | Nicolas Bernoulli (1793-1876)                   | Nicolas Bernoulli (1793-1876)                   | Nicolas Bernoulli (1793-1876)                   | Nicolas Bernoulli (1793-1876)                   | Nicolas Bernoulli (1793-1876)                   |                                       |                                       |                                       |                                       |                                    |                                    |                                    |                                    |                              |                              | Daniel Bernoulli (1751-1834) alias Daniel II | Daniel Bernoulli (1751-1834) alias Daniel II | Daniel Bernoulli (1751-1834) alias Daniel II | Daniel Bernoulli (1751-1834) alias Daniel II | Daniel Bernoulli (1751-1834) alias Daniel II | Daniel Bernoulli (1751-1834) alias Daniel II |                                              |                                              | Anna Marie Obermeyer (1795-1856)             | Anna Marie Obermeyer (1795-1856)             | Anna Marie Obermeyer (1795-1856) | Anna Marie Obermeyer (1795-1856) | Anna Marie Obermeyer (1795-1856) | Anna Marie Obermeyer (1795-1856) |                                |                                | Jean Jacques Bernoulli (1769-1763) | Jean Jacques Bernoulli (1769-1763) | Jean Jacques Bernoulli (1769-1763) | Jean Jacques Bernoulli (1769-1763) | Jean Jacques Bernoulli (1769-1763) | Jean Jacques Bernoulli (1769-1763) |                      |                      | Anna Catherine Zaeslin | Anna Catherine Zaeslin | Anna Catherine Zaeslin | Anna Catherine Zaeslin | Anna Catherine Zaeslin | Anna Catherine Zaeslin |  |  |
| Paul-Emmanuel Bernoulli (1776) | Paul-Emmanuel Bernoulli (1776) | Paul-Emmanuel Bernoulli (1776) | Paul-Emmanuel Bernoulli (1776) | Paul-Emmanuel Bernoulli (1776)                | Paul-Emmanuel Bernoulli (1776)                |                                               |                                               | Véronique Bernoulli (1781-1848)               | Véronique Bernoulli (1781-1848)               | Véronique Bernoulli (1781-1848)           | Véronique Bernoulli (1781-1848)           | Véronique Bernoulli (1781-1848)                | Véronique Bernoulli (1781-1848)                |                                                |                                                | Jacques Bernoulli (1779-1836)                  | Jacques Bernoulli (1779-1836)                  | Jacques Bernoulli (1779-1836)  | Jacques Bernoulli (1779-1836)  | Jacques Bernoulli (1779-1836)            | Jacques Bernoulli (1779-1836)            |                                          |                                          |                                          |                                          |                                          |                                          |                                          |                                          |                               |                               |                                                |                                                |                                                |                                                | Maria Werthemann (1802-1850)                   | Maria Werthemann (1802-1850)                   | Maria Werthemann (1802-1850)    | Maria Werthemann (1802-1850)    | Maria Werthemann (1802-1850)    | Maria Werthemann (1802-1850)    |                                |                                | Nicolas Bernoulli (1793-1876)                   | Nicolas Bernoulli (1793-1876)                   | Nicolas Bernoulli (1793-1876)                   | Nicolas Bernoulli (1793-1876)                   | Nicolas Bernoulli (1793-1876)                   | Nicolas Bernoulli (1793-1876)                   |                                       |                                       |                                       |                                       |                                    |                                    |                                    |                                    |                              |                              | Daniel Bernoulli (1751-1834) alias Daniel II | Daniel Bernoulli (1751-1834) alias Daniel II | Daniel Bernoulli (1751-1834) alias Daniel II | Daniel Bernoulli (1751-1834) alias Daniel II | Daniel Bernoulli (1751-1834) alias Daniel II | Daniel Bernoulli (1751-1834) alias Daniel II |                                              |                                              | Anna Marie Obermeyer (1795-1856)             | Anna Marie Obermeyer (1795-1856)             | Anna Marie Obermeyer (1795-1856) | Anna Marie Obermeyer (1795-1856) | Anna Marie Obermeyer (1795-1856) | Anna Marie Obermeyer (1795-1856) |                                |                                | Jean Jacques Bernoulli (1769-1763) | Jean Jacques Bernoulli (1769-1763) | Jean Jacques Bernoulli (1769-1763) | Jean Jacques Bernoulli (1769-1763) | Jean Jacques Bernoulli (1769-1763) | Jean Jacques Bernoulli (1769-1763) |                      |                      | Anna Catherine Zaeslin | Anna Catherine Zaeslin | Anna Catherine Zaeslin | Anna Catherine Zaeslin | Anna Catherine Zaeslin | Anna Catherine Zaeslin |  |  |
|                                |                                |                                |                                |                                               |                                               |                                               |                                               |                                               |                                               |                                           |                                           |                                                |                                                |                                                |                                                |                                                |                                                |                                |                                |                                          |                                          |                                          |                                          |                                          |                                          |                                          |                                          |                                          |                                          |                               |                               |                                                |                                                |                                                |                                                |                                                |                                                |                                 |                                 |                                 |                                 |                                |                                |                                                 |                                                 |                                                 |                                                 |                                                 |                                                 |                                       |                                       |                                       |                                       |                                    |                                    |                                    |                                    |                              |                              |                                              |                                              |                                              |                                              |                                              |                                              |                                              |                                              |                                              |                                              |                                  |                                  |                                  |                                  |                                |                                |                                    |                                    |                                    |                                    |                                    |                                    |                      |                      |                        |                        |                        |                        |                        |                        |  |  |
|                                |                                |                                |                                |                                               |                                               |                                               |                                               |                                               |                                               |                                           |                                           |                                                |                                                |                                                |                                                |                                                |                                                |                                |                                |                                          |                                          |                                          |                                          |                                          |                                          |                                          |                                          |                                          |                                          |                               |                               |                                                |                                                |                                                |                                                |                                                |                                                |                                 |                                 | Théodore Bernoulli (1837-1909)  | Théodore Bernoulli (1837-1909)  | Théodore Bernoulli (1837-1909) | Théodore Bernoulli (1837-1909) | Théodore Bernoulli (1837-1909)                  | Théodore Bernoulli (1837-1909)                  |                                                 |                                                 | Maria Bider (1845-1920)                         | Maria Bider (1845-1920)                         | Maria Bider (1845-1920)               | Maria Bider (1845-1920)               | Maria Bider (1845-1920)               | Maria Bider (1845-1920)               |                                    |                                    |                                    |                                    |                              |                              |                                              |                                              |                                              |                                              |                                              |                                              |                                              |                                              | Sophie Bernoulli (1817-1872)                 | Sophie Bernoulli (1817-1872)                 | Sophie Bernoulli (1817-1872)     | Sophie Bernoulli (1817-1872)     | Sophie Bernoulli (1817-1872)     | Sophie Bernoulli (1817-1872)     |                                |                                | Franz Bernoulli (1813-1850)        | Franz Bernoulli (1813-1850)        | Franz Bernoulli (1813-1850)        | Franz Bernoulli (1813-1850)        | Franz Bernoulli (1813-1850)        | Franz Bernoulli (1813-1850)        |                      |                      |                        |                        |                        |                        |                        |                        |  |  |
|                                |                                |                                |                                |                                               |                                               |                                               |                                               |                                               |                                               |                                           |                                           |                                                |                                                |                                                |                                                |                                                |                                                |                                |                                |                                          |                                          |                                          |                                          |                                          |                                          |                                          |                                          |                                          |                                          |                               |                               |                                                |                                                |                                                |                                                |                                                |                                                |                                 |                                 | Théodore Bernoulli (1837-1909)  | Théodore Bernoulli (1837-1909)  | Théodore Bernoulli (1837-1909) | Théodore Bernoulli (1837-1909) | Théodore Bernoulli (1837-1909)                  | Théodore Bernoulli (1837-1909)                  |                                                 |                                                 | Maria Bider (1845-1920)                         | Maria Bider (1845-1920)                         | Maria Bider (1845-1920)               | Maria Bider (1845-1920)               | Maria Bider (1845-1920)               | Maria Bider (1845-1920)               |                                    |                                    |                                    |                                    |                              |                              |                                              |                                              |                                              |                                              |                                              |                                              |                                              |                                              | Sophie Bernoulli (1817-1872)                 | Sophie Bernoulli (1817-1872)                 | Sophie Bernoulli (1817-1872)     | Sophie Bernoulli (1817-1872)     | Sophie Bernoulli (1817-1872)     | Sophie Bernoulli (1817-1872)     |                                |                                | Franz Bernoulli (1813-1850)        | Franz Bernoulli (1813-1850)        | Franz Bernoulli (1813-1850)        | Franz Bernoulli (1813-1850)        | Franz Bernoulli (1813-1850)        | Franz Bernoulli (1813-1850)        |                      |                      |                        |                        |                        |                        |                        |                        |  |  |
|                                |                                |                                |                                |                                               |                                               |                                               |                                               |                                               |                                               |                                           |                                           |                                                |                                                |                                                |                                                |                                                |                                                |                                |                                |                                          |                                          |                                          |                                          |                                          |                                          |                                          |                                          |                                          |                                          |                               |                               |                                                |                                                |                                                |                                                |                                                |                                                |                                 |                                 |                                 |                                 |                                |                                |                                                 |                                                 |                                                 |                                                 |                                                 |                                                 |                                       |                                       |                                       |                                       |                                    |                                    |                                    |                                    |                              |                              |                                              |                                              |                                              |                                              |                                              |                                              |                                              |                                              |                                              |                                              |                                  |                                  |                                  |                                  |                                |                                |                                    |                                    |                                    |                                    |                                    |                                    |                      |                      |                        |                        |                        |                        |                        |                        |  |  |
|                                |                                |                                |                                |                                               |                                               |                                               |                                               |                                               |                                               |                                           |                                           |                                                |                                                |                                                |                                                |                                                |                                                |                                |                                |                                          |                                          |                                          |                                          |                                          |                                          |                                          |                                          |                                          |                                          |                               |                               |                                                |                                                |                                                |                                                |                                                |                                                |                                 |                                 |                                 |                                 |                                |                                |                                                 |                                                 |                                                 |                                                 |                                                 |                                                 |                                       |                                       |                                       |                                       |                                    |                                    |                                    |                                    |                              |                              |                                              |                                              |                                              |                                              |                                              |                                              |                                              |                                              |                                              |                                              |                                  |                                  |                                  |                                  |                                |                                |                                    |                                    |                                    |                                    |                                    |                                    |                      |                      |                        |                        |                        |                        |                        |                        |  |  |
|                                |                                |                                |                                |                                               |                                               |                                               |                                               |                                               |                                               |                                           |                                           |                                                |                                                |                                                |                                                |                                                |                                                |                                |                                |                                          |                                          |                                          |                                          |                                          |                                          |                                          |                                          |                                          |                                          |                               |                               |                                                |                                                |                                                |                                                | Elisabeth Bernoulli (1873-1935)                | Elisabeth Bernoulli (1873-1935)                | Elisabeth Bernoulli (1873-1935) | Elisabeth Bernoulli (1873-1935) | Elisabeth Bernoulli (1873-1935) | Elisabeth Bernoulli (1873-1935) |                                |                                | Rudolf Bernoulli                                | Rudolf Bernoulli                                | Rudolf Bernoulli                                | Rudolf Bernoulli                                | Rudolf Bernoulli                                | Rudolf Bernoulli                                |                                       |                                       | Hans Bernoulli (1876-1959)            | Hans Bernoulli (1876-1959)            | Hans Bernoulli (1876-1959)         | Hans Bernoulli (1876-1959)         | Hans Bernoulli (1876-1959)         | Hans Bernoulli (1876-1959)         |                              |                              | Anna Ziegler                                 | Anna Ziegler                                 | Anna Ziegler                                 | Anna Ziegler                                 | Anna Ziegler                                 | Anna Ziegler                                 |                                              |                                              |                                              |                                              |                                  |                                  |                                  |                                  |                                |                                |                                    |                                    |                                    |                                    |                                    |                                    |                      |                      |                        |                        |                        |                        |                        |                        |  |  |
|                                |                                |                                |                                |                                               |                                               |                                               |                                               |                                               |                                               |                                           |                                           |                                                |                                                |                                                |                                                |                                                |                                                |                                |                                |                                          |                                          |                                          |                                          |                                          |                                          |                                          |                                          |                                          |                                          |                               |                               |                                                |                                                |                                                |                                                | Elisabeth Bernoulli (1873-1935)                | Elisabeth Bernoulli (1873-1935)                | Elisabeth Bernoulli (1873-1935) | Elisabeth Bernoulli (1873-1935) | Elisabeth Bernoulli (1873-1935) | Elisabeth Bernoulli (1873-1935) |                                |                                | Rudolf Bernoulli                                | Rudolf Bernoulli                                | Rudolf Bernoulli                                | Rudolf Bernoulli                                | Rudolf Bernoulli                                | Rudolf Bernoulli                                |                                       |                                       | Hans Bernoulli (1876-1959)            | Hans Bernoulli (1876-1959)            | Hans Bernoulli (1876-1959)         | Hans Bernoulli (1876-1959)         | Hans Bernoulli (1876-1959)         | Hans Bernoulli (1876-1959)         |                              |                              | Anna Ziegler                                 | Anna Ziegler                                 | Anna Ziegler                                 | Anna Ziegler                                 | Anna Ziegler                                 | Anna Ziegler                                 |                                              |                                              |                                              |                                              |                                  |                                  |                                  |                                  |                                |                                |                                    |                                    |                                    |                                    |                                    |                                    |                      |                      |                        |                        |                        |                        |                        |                        |  |  |
|                                |                                |                                |                                |                                               |                                               |                                               |                                               |                                               |                                               |                                           |                                           |                                                |                                                |                                                |                                                |                                                |                                                |                                |                                |                                          |                                          |                                          |                                          |                                          |                                          |                                          |                                          |                                          |                                          |                               |                               |                                                |                                                |                                                |                                                |                                                |                                                |                                 |                                 |                                 |                                 |                                |                                |                                                 |                                                 |                                                 |                                                 |                                                 |                                                 |                                       |                                       |                                       |                                       |                                    |                                    |                                    |                                    |                              |                              |                                              |                                              |                                              |                                              |                                              |                                              |                                              |                                              |                                              |                                              |                                  |                                  |                                  |                                  |                                |                                |                                    |                                    |                                    |                                    |                                    |                                    |                      |                      |                        |                        |                        |                        |                        |                        |  |  |
|                                |                                |                                |                                |                                               |                                               |                                               |                                               |                                               |                                               |                                           |                                           |                                                |                                                |                                                |                                                |                                                |                                                |                                |                                |                                          |                                          |                                          |                                          |                                          |                                          |                                          |                                          |                                          |                                          |                               |                               |                                                |                                                |                                                |                                                |                                                |                                                |                                 |                                 |                                 |                                 |                                |                                |                                                 |                                                 |                                                 |                                                 |                                                 |                                                 |                                       |                                       |                                       |                                       |                                    |                                    | Lucas Bernoulli                    |                                    |                              |                              |                                              |                                              |                                              |                                              |                                              |                                              |                                              |                                              |                                              |                                              |                                  |                                  |                                  |                                  |                                |                                |                                    |                                    |                                    |                                    |                                    |                                    |                      |                      |                        |                        |                        |                        |                        |                        |  |  |

## Hommages
- L'astéroïde (2034) Bernoulli a été nommé en hommage à cette famille.
- Il en est de même du cratère lunaire Bernoulli.
- Ainsi que la société Bernoulli pour la statistique mathématique et les probabilités.
- L'un des protagonistes du jeu vidéo Day of the Tentacle, présenté comme un nerd, est nommé Bernard Bernoulli.